# عزل مواد الجسم
عزل مواد الجسم هو ممارسة لعزل جميع مواد الجسم (الدم والبول والبراز والدموع وما إلى ذلك) للأفراد الذين يخضعون للعلاج الطبي، وخاصة العلاج الطبي في حالات الطوارئ لأولئك الذين قد يكونون مصابين بأمراض مثل فيروس نقص المناعة البشرية، أو التهاب الكبد وذلك للحد من فرص نقل هذه الأمراض قدر الإمكان. يشبه هذا المرض في طبيعته الاحتياطات العالمية، ولكنه يتخطى ذلك بعزل العاملين عن مسببات الأمراض، بما في ذلك المواد المعروفة الآن بأنها تحمل فيروس العوز المناعي البشري.

## ممارسة عزل مادة الجسم في التاريخ
تم إدخال ممارسة الاحتياطات العالمية في 1985-1988.  وفي عام 1987، عُدلت ممارسة الاحتياطات الشاملة بمجموعة من القواعد المعروفة باسم عزل مواد الجسم. في عام 1996، تم استبدال كلتا الممارستين بأحدث النهج المعروف باسم الاحتياطات القياسية (الرعاية الصحية). في الوقت الحاضر وفي عزلة، فإن ممارسة عزل مادة الجسم لها أهمية تاريخية.
```
ويتجاوز عزل مواد الجسم التدابير الوقائية الشاملة المتمثلة في عزل العاملين عن مسببات الأمراض، بما في ذلك المواد المعروفة حاليا بأنها تحمل فيروس نقص المناعة البشرية. وتنقسم هذه العوامل الممرضة إلى فئتين كبيرتين، تنتقل عن طريق الدم (في سوائل الجسم) وتنتقل عن طريق الهواء. كانت هذه الممارسة شائعة في الرعاية ما قبل المستشفى والخدمات الطبية الطارئة بسبب طبيعة المريض غير المعروفة في كثير من الأحيان ومرضه أو حالاته الطبية. وكان جزءًا من منهج المعايير الوطنية لمقدمي خدمات ما قبل المستشفى ورجال الإطفاء.
```

وتشمل أنواع عزل مواد الجسم ما يلي:
```
*فساتين المستشفيات
*قفازات طبية
*أغطية الأحذية
*قناع جراحي أو جهاز تنفس N95
*نظارات السلامة
وافتُرض أنه ينبغي ممارسة احتياطات السلامة البيولوجية في بيئة يتعرض فيها المعالجون لسوائل الجسم، مثل:
الدم، السائل المنوي، السائل قبل النخاعي، الإفرازات المهبلية، السائل الزلالي، السائل الأمنيوني، السائل الدماغي الشوكي، السائل البِلّوري، السائل الصفاقي، النخاع، السائل التأموري، البراز، الإفرازات الأنفية، البول، القيء، البلغم، المخاط، مخاط عنق الرحم، البلغم، اللعاب، لبن الأم، اللب، الإفرازات والدم من الحبل السري 
[
1
]

تقنيات مكافحة العدوى هذه التي أوصي بها في أعقاب تفشي الإيدز في الثمانينات. وعولج كل مريض كما لو كان مصاباً بالعدوى، وبالتالي تم اتخاذ الاحتياطات اللازمة للحد من المخاطر. الشروط الأخرى التي دعت إلى تقليل المخاطر مع التأمين الصحي الدولي:
*الأمراض التي تنتقل بالهواء (مثل السل)
*الأمراض التي تنتقل فيها القطرات (مثل النكاف والحصبة الألمانية والإنفلونزا والسعال الديكي)
*الانتقال عن طريق الاتصال المباشر أو غير المباشر مع الجلد المجفف (مثل الاستعمار مع MRSA) أو الأسطح الملوثة
*أمراض البريون (مثل مرض كروتزفيلد -جاكوب)
أو أي مزيج مما سبق
```